# ایلیا اوسکولکوف-تسنتسیپر
ایلیا ولادیمیروویچ اوسکولکوف-تسنسیپر (متولد ۳۰ سپتامبر ۱۹۶۷، مسکو، اتحاد جماهیر شوروی)، طراح اجتماعی، مدیر رسانه و کارآفرین، مخترع، پیشگام کاریزماتیک. بنیان‌گذار مجله آفیشا و رئیس مؤسسه رسانه، معماری و طراحی استرلکا. او در تل‌آویو کار و زندگی می‌کند.
در سال ۱۹۸۹، اُسکولکوف-تسنتسیپر در رشته تاریخ تئاتر از مؤسسه دولتی هنرهای تئاتر لوناچارسکی مسکو (جی آی تی آی اس)، که امروزه آر ای تی ای نام دارد، فارغ‌التحصیل شد و پس از آن دوره کارشناسی ارشد را در دانشکده سیاست فرهنگی، دانشگاه بورگوین، دیژون، فرانسه، گذراند.

## هنر
از سال ۱۹۸۹ تا ۱۹۹۱، ایلیا اوسکولکوف-تسنسیپر مدیریت بخش جامعه‌شناسی اتحادیه هنرمندان اتحاد جماهیر شوروی را بر عهده داشت و به عنوان منتقد هنری برای مجله اوگونیوک کار می‌کرد که به تیراژ بی‌سابقه ۴٫۶ میلیون نسخه دست یافت.
در سال ۱۹۹۰، او به همراه تیمی از شرکا، ART-MIF (نمایشگاه بین‌المللی مسکو)، اولین نمایشگاه هنری بین‌المللی در اتحاد جماهیر شوروی، را تأسیس کرد که به مدت پنج سال ادامه داشت و ده‌ها نمایشگاه هنر مدرن در آن برگزار شد.

## رسانه

### مجله ماتادور
در سال ۱۹۹۳، اوسکولکوف-تسنسیپر یکی از اعضای اصلی تیمی بود که مجله ماتادور را تأسیس کردند، مجله‌ای که روند جدید «زرق و برق روشنفکرانه» روسی را با پوشش اخبار فیلم، موسیقی، هنر، مد و فرهنگ رواج داد.

### آفیشا
در آوریل ۱۹۹۹، اوسکولکوف-تسنسیپر با اندرو پالسون و آنتون کودریاشوف همکاری کرد تا مجله بسیار تأثیرگذار آفیشا را تأسیس کند. آفیشا تأثیر عمیقی بر صحنه فرهنگی و زندگی شبانه مسکو گذاشت و با ترکیبی از تفسیرها، فهرست‌ها و نقدهای آگاهانه، عرصه جدیدی را گشود.
اوسکولکوف-تسنسیپر تیمی از روزنامه‌نگاران، طراحان و عکاسان جوان را گرد هم آورد تا سبکی منحصر به فرد به سبک آفیشا خلق کنند که تأثیر زیادی بر رسانه‌های روسیه گذاشت. بسیاری از هنرمندان برجسته روسی اولین حضور عمومی خود را روی جلد آفیشا تجربه کردند و این مجله چندین روند مد جدید را رواج داد - حتی کلمات جدید متعددی را به واژگان روسی، از «ددلاین» گرفته تا «هیپستر» معرفی کرد.
آفیشا با بیش از ۴٫۵ میلیون مخاطب اینترنتی ماهانه، همچنان محبوب‌ترین برند رسانه‌ای سبک زندگی روسیه است.
اوسکولکوف-تسنسیپر در دوران حضورش در آفیشا، نشریاتی مانند آفیشا-میر، یک مجله مسافرتی ماهانه پر زرق و برق، بولشوی گورود، یک مجله شهری، آفیشا-یدا، یک مجله آشپزی و مجموعه‌ای از کتاب‌های راهنمای آفیشا در مورد شهرها و کشورهای مختلف را نیز راه‌اندازی و مدیریت کرد.

## پروژه‌های شهری مسکو

### پیک نیک آفیشا
در سال ۲۰۰۴، اوسکولکوف-تسنسیپر، جشنواره سالانه فضای باز آفیشا پیک‌نیک را راه‌اندازی کرد که به بزرگ‌ترین جشنواره موسیقی روسیه تبدیل شده است. آفیشا پیک‌نیک در کنار موسیقی، مهمانان خود را با هنر مدرن و فرهنگ خیابانی آشنا می‌کند، و به عنوان یک شاخص «مد هیپستر» عمل می‌کند. ستاره‌هایی مانند زمفیرا، مدنس، موجویتس، بیروت، پتر نالیچ، لنینگراد، آکتسیون، مومی ترول، پمپیا، پلیس در آتش، تسلا بوی، آکواریوم، فرانتس فردیناند، پت شاپ بویز، ژانا آگوزارووا، اسپلین و بلور در سال‌های مختلف روی صحنه این جشنواره ظاهر شدند.

### مؤسسه استرلکا
در سال ۲۰۰۹، ایلیا اوسکولکوف-تسنسیپر، مؤسسه رسانه، معماری و طراحی استرلکا را تأسیس کرد. این مؤسسه در محل کارخانه سابق کراسنی اکتیابر در مرکز شهر واقع شده است.
استرلکا یک مؤسسه آموزش عالی غیرانتفاعی است. سالانه حدود ۴۰ دانشجو از کشورهای مختلف در این مؤسسه تحصیل می‌کنند و بیش از ۷۰ متقاضی برای هر جایگاه با هم رقابت می‌کنند. همه دروس به زبان انگلیسی تدریس می‌شوند. برنامه آموزشی استرلکا به لطف ترکیبی نوآورانه از مدرسه، مرکز تحقیقات و مکان اجتماعی عمومی، یکی از موفق‌ترین و جسورانه‌ترین آزمایش‌های آموزشی در سراسر جهان است. اولین متصدی آن رم کولهاس، معمار هلندی و برنده جایزه پریتزکر بود.
انتشارات مطبوعات استرلکا کتاب‌هایی در مورد چالش‌های امروزی معماری و توسعه شهری به زبان‌های روسی و انگلیسی منتشر می‌کند.
استرلکا یک برنامه در فضای باز اجرا می‌کند که شامل سخنرانی‌های عمومی توسط معماران، طراحان و متفکران برجسته و همچنین کنفرانس‌ها، کارگاه‌ها، کنسرت‌ها و جشنواره‌ها می‌شود.
با این حال، مؤسسه استرلکا (Strelka) کاملاً متفاوت است و تأکید آن بر تربیت دانشجویانی است که بتوانند خودشان چشم‌انداز معماری را تغییر دهند.
برنامه تجاری استرلکا شامل مسابقات معماری مانند نوسازی پارک گورکی، زاریادیه و موزه پلی تکنیک و توسعه راهکارهای شهری برای مشتریان خصوصی و شهری روسیه است.
این مؤسسه همچنین محبوب‌ترین و شیک‌ترین بار استرلکا در مسکو را اداره می‌کند. استرلکا اهمیت حیاتی برای احیای علاقه به توسعه و طراحی شهری و گرد هم آوردن معماران برجسته جهان به مسکو برای شکل‌دادن به چهره جدید شهر دارد.

## کسب و کار

### انتشارات آفیشا
از سال ۲۰۰۷ تا ۲۰۰۹، اوسکولکوف-تسنسیپر مدیر کل شرکت هلدینگ آفیشا مدیا بود که بخشی از پروفمدیا بود.

### یوتا
از سال ۲۰۱۰ تا ۲۰۱۲، او به عنوان معاون رئیس گروه یوتا، اپراتور پهنای باند تلفن همراه روسیه، مشغول به کار بود و مسئولیت ارتباطات استراتژیک، توسعه برند، خدمات جدید و دفتر یوتا در لندن را بر عهده داشت.

### زمستان
در سال ۲۰۱۱، اوسکولکوف-تسنسیپر به همراه همسرش، وینتر، یک شرکت مشاوره طراحی و ارتباطات مستقر در لندن را تأسیس کردند. وینتر در ارائه خدمات برندسازی، بازاریابی و طراحی به شرکت‌های روسی تخصص دارد. در دسامبر ۲۰۱۲، وینتر و آپوستول، یک مرکز ارتباطات استراتژیک روسی، تصویر برند جدیدی را برای شرکت دولتی روس‌تکنولوژی ایجاد کردند و آن را به روس‌تک تغییر نام دادند.

### تسنتسیپر
در سال ۲۰۱۴، ایلیا اوسکولکوف-تسنسیپر شرکتی با نام خود و تیمی میان‌رشته‌ای تأسیس کرد که در زمینه طراحی خدمات، طراحی محصول، طراحی و برنامه‌ریزی شهری و توسعه وب فعالیت دارد. امروزه این شرکت چندین پروژه پیچیده برای پست روسیه (با ۴۱۹۰۱ شعبه فرعی و بیش از ۳۵۰۰۰۰ کارمند)، اسبربانک (بزرگ‌ترین زنجیره بانکی دولتی در روسیه)، گروه پی‌آی‌کی - بزرگ‌ترین شرکت املاک و مستغلات و خانه‌سازی در روسیه - توسعه می‌دهد.

### سدلانو
«اسدلانو» یک سرویس بازسازی فوری است. این سرویس، بازسازی کامل آپارتمان را با قیمت ثابت و در تاریخ‌های مشخص ارائه می‌دهد. «اسدلانو» در مسکو و منطقه مسکو فعالیت می‌کند.

## خانواده
مطلقه، یک پسر به نام ماتوی و یک دختر به نام میرا دارد.